# ファム・クィンアイン
ファム・クィンアイン（Phạm Quỳnh Anh、范瓊英、1987年1月16日 - ）は、ベトナム人の女性歌手。ベルギーのリエージュ生まれ。ベトナムで活動する同名の女性歌手とは別人。

## 略歴
ベルギーに移り住んだ父と母の下に生まれる。両親の影響で少々のベトナム語を話すことができる。テレビのコンテストで勝ったところを、音楽プロデューサーに見初められる。2002年、ユニバーサル・ミュージックの系列「ラパス」（Rapas）と契約する。両親は彼女が高校を卒業する前にプロの歌手になることを望まなかったので、すぐには歌手活動に入ることができなかったが、2005年11月になってからマルク・ラヴォワーヌと共演してフランス、ベルギー、スイスなどで公演やレコーディングをするようになった。
「ボンジュール・ヴェトナム」 (Bonjour Vietnam) は、彼女のためにマルク・ラヴォワーヌによって書かれた曲である。その後、「ハロー・ベトナム」（Hello Vietnam）として英語でも歌われている。

## ヒット曲「ボンジュール・ヴェトナム」
「ボンジュール・ヴェトナム」は、国外の若いベトナム人の世代の活躍を示すものである。ベトナムに郷愁を持ち、ベトナムを訪れることを心待ちにするという内容のこの曲の冒頭 は、以下のようなものである。
この曲は、当初はデモとして録音されたに過ぎなかったが、その歌声の美しさゆえ、多くの聴衆の心に刻みつけられ、とりわけ海外で暮らすベトナム人に母国と家族との結びつきを感じさせた。そして、一旦インターネット上に乗ると、曲は全世界のベトナム人によって話題となった。
1975年に終了したベトナム戦争について、戦後ベルギーで生まれたクイン・アインは、さまざまな理由で親世代が亡命せざるを得ず、欧米で自己のアイデンティティに苦悩する在外ベトナム人の心情に訴えかけ、世界的なヒット曲になった。